# He Who Rides a Tiger
Pour plus de détails, voir Fiche technique et Distribution.
He Who Rides a Tiger est un film britannique réalisé par Charles Crichton, sorti en 1965.

## Fiche technique
- Titre : He Who Rides a Tiger
- Réalisation : Charles Crichton
- Scénario : Trevor Peacock (en)
- Photographie : John von Kotze
- Montage : Jack Harris et John S. Smith
- Musique : Alexander Faris (en)
- Pays d'origine : Royaume-Uni
- Format : Noir et blanc
- Genre : drame
- Durée : 103 minutes
- Date de sortie : 1965

## Distribution
- Tom Bell : Peter Rayston
- Judi Dench : Joanne
- Paul Rogers : Taylor
- Kay Walsh : Mme Woodley
- Ray McAnally : intendant de l'orphelinat
- Jeremy Spenser (en) : le Panda
- Peter Madden : Peepers Woodley
- Inigo Jackson (en) : Détective Scott
- Annette Andre : Julie
- Edina Ronay (en) : Anna
- Nicolette Pendrell : Ellen
- Ralph Michael : Carter
- Frederick Piper (en) : Mr Steed
- Rita Webb (en) : la fleuriste
- Robin Hughes (en) : Détective Crowley
- Jimmy Gardner : le serveur
- Howard Lang : le gouverneur de la prison
- Naomi Chance (en) : Lady Cleveland